# 中之上靖文
中之上 靖文（なかのうえ やすふみ、1986年6月14日 - ）は、日本の男性プロレスラー。本名は中上 靖文（なかうえ やすふみ）。大阪府箕面市出身。血液型A型。大日本プロレス所属。

## 経歴
アニマル浜口ジムを経て2008年1月27日に行われた武藤塾番外編の新人オーディションに合格。武藤敬司はその時の新人オーディションに対して「上から目線になってしまうけど、どうしても物足りなさを感じてしまう。」と不満を述べて「預かったからには誠心誠意、情熱をぶつけて未来のスターを生み出したいね。」と語っていた。またその時の3人の合格メンバーの中には全日の練習のキツさに耐えかねて退団、その後DRAGON GATEで1年ほど早くプロレスデビューした近野剣心（当時・近野健一）がいた。
2008年4月に全日本プロレスに入門。他の同期メンバーが次々と辞めていく中で1人厳しい練習に耐える毎日を送る。しかしその3か月後に浜亮太が全日入門。大相撲出身という経歴と日本人最重量という超巨体を武器にすぐさまトップ戦線で活躍していた。そんな中、中上自身は長い間デビューを待つこととなった。
2009年12月13日、ファン感謝デーにて翌2010年1月2日に中之上靖文の名前でのデビューが発表された。入門から1年9か月後の2010年1月2日、近藤修司を相手にデビュー戦を果たした。
デビュー年は連敗街道が続き、入門もデビューも後輩である曹駿にシングルマッチで敗れることもあった。しかしその不屈の精神で経験を積み、台湾興行では付き人を務める西村修とのタッグで、アジアタッグ王座次期挑戦者決定トーナメントに出場。一回戦で敗れたものの、翌日のバトルロイヤルではその西村からフォールを奪った。
2011年、大日本プロレスから参戦した関本大介と岡林裕二の対戦相手に抜擢された。入門は同期である浜とのタッグで挑み、これまでの新人ファイトを払拭する気迫溢れる試合を見せたが、関本のパワー殺法に完敗しバックステージでは悔しさのあまり涙を流した。5月15日の後楽園ホール大会で、征矢学・真田聖也のパートナーとして、アジアタッグ王者組である関本と岡林に河上隆一を加えたストロングBJトリオと対戦。終始中之上が攻め込まれる展開になるもこれを耐え抜き、真田が河上からフォールを奪い、6人タッグではあるがプロ初勝利をあげた。しかし何故か雑誌やテレビ中継などでは未勝利扱いされている(2011年8月現在)。これは、いまだに自身での勝利(シングル・タッグ問わず)を挙げていないためかと思われる。7月31日名古屋大会では、怪我で一年以上休場し復帰したばかりの曹駿にあっさりと敗れるなどいまだに連敗街道の終わりは見えなかった。
2012年9月8日、GAORA TVチャンピオンシップ初代王者決定トーナメントの出場選手に抜擢され、初戦で浜を倒し、レスラー人生初の自力勝利をもぎ取った。デビューしてから2年8ヶ月という長い連敗街道であった。10月7日、トーナメントの準決勝で宮本和志を下し決勝に駒を進めたが、決勝では真田に敗れ王座獲得はならなかった。
2013年5月からラスト・レボリューションに加入。
2013年6月30日の両国国技館大会を最後に全日本プロレスを退団した。その後、WRESTLE-1旗揚げに参加。
2014年3月にはアメリカのTNAに参戦。
2016年6月30日、契約満了につきWRESTLE-1を退団。この日以降は退団以前から参戦していた大日本プロレスを中心に参戦。
2017年7月1日、当日付けで大日本プロレスに正式入団。
2021年1月2日、岡林裕二を下し、第18代BJW認定世界ストロングヘビー級王座を戴冠。

## タイトル歴
WRESTLE-1
- 第5代WRESTLE-1タッグチャンピオンシップ（パートナーは岡林裕二）
- UWA世界6人タッグ王座：2回（パートナーは黒潮"イケメン"二郎&吉岡世起）

大日本プロレス
- 第18代BJW認定世界ストロングヘビー級王座
- 第47代BJW認定タッグ王座（パートナーは浜亮太）
- 第10、12代、14代、16代、18代、26代横浜ショッピングストリート6人タッグ王座（第10代パートナーは浜亮太&将軍岡本→第12、14代、16代、18代パートナーは浜亮太&宇藤純久→第26代パートナーは浜亮太&伊禮タケシ）
- 大日本最侠タッグリーグ戦：優勝（2018年。パートナーは浜亮太）

## 得意技
- エルボー各種

コーナーへの串刺し背面エルボーは、他の選手のものとは全く違う動きを見せる。ダッシュして、身体を時計回りに回転させながら放つため、相手としては攻撃の挙動を見切りにくい。
- ナックアウェイ

ランニングエルボーと同型の技。
- ダイビングエルボードロップ
- 横入り式エビ固め

この技で同期の浜を倒し、レスラー人生初の勝利を勝ち取った。
- 首固め

付き人を務めている西村の影響により使っている技。2010年の台湾興行で、バトルロイヤルとはいえ、師匠の西村をこれで退場に追い込んだ、中之上がレスラー人生初フォールを獲った技である。
- ダブルアームスープレックス
- 逆さ押さえ込み

## 人物
- 学生時代には、野球に打ち込み『強打のファースト』として名を馳せていた。
- アニマル浜口ジムでトレーニングを積んでいる時、後に先輩となるKAIとも数回一緒に練習をしている。
- KAI、大和ヒロシ、BUSHI、真田達が合格した武藤塾公開オーディション第1回に、中之上も見に行っている。
- 後に入団して同期となった浜の相撲取りとしての豪快さにビックリしたと、入門当時の思い出として語っている。
- WRESTLE-1旗揚げ戦から髪型とコスチュームを一新。その見た目から、嘗ての先輩小島聡に似ているといわれ、当の小島と対戦した際に、右肘のエルボーパッドを譲り受けた。

## 入場曲
- STRENGTH ※現テーマ曲。作曲・編曲：浅倉成章
- PURITY
- God Knows(平野綾)　※旧テーマ曲。この曲は木原文人リングアナが選んだ曲であり、涼宮ハルヒの憂鬱が好きだからではない（本人曰く）。[要出典]

## 出演

### 舞台
- 撃弾☆ボディプレス『イキザマ』（2015年12月25日 - 27日、北千住シアター1010） - メロディアン斉藤 役[4]

## 関連人物
- 浜亮太 （入門時期は違うが、同期である。）
- 曹駿